# Phillip Terry
Phillip Terry, geborener Frederick Henry Korman (* 7. März 1909 in San Francisco, Kalifornien; † 23. Februar 1993 in Santa Barbara, Kalifornien) war ein US-amerikanischer Schauspieler deutscher Abstammung.

## Leben
Phillip Terry wurde unter dem Namen Frederick Henry Korman geboren, seine Eltern waren die deutschen Einwanderer Frederick Andrew Kormann (1883–1948) und Ida Ruth Voll (1883–1954). Der Familienvater arbeitete als Chemieingenieur auf Ölfeldern – weil diese ständig wechselten, musste die Familie ebenfalls häufig von einem Ort zum anderen umziehen. Um dennoch eine vernünftige Schulbildung zu erlangen, lebte Terry über mehrere Jahre bei Verwandten in New Jersey. Nach seinem Abschluss an einer dortigen Highschool kehrte er zu seinen Eltern zurück. Für einige Zeit war er wie sein Vater in verschiedenen Jobs auf Ölfeldern angestellt. Schließlich besuchte er die Stanford University, wo er neben American Football auch sein Interesse für das Theater entdeckte. Er wurde Schauspieler, zunächst weitgehend erfolglos in New York City, dann in London. In London studierte er an der Royal Academy of Dramatic Art, weil er glaubte, dass ein britischer Akzent seiner Schauspielkarriere helfen würde – es half nicht, im Gegenteil, man gewöhnte ihm in Hollywood den Akzent wieder ab.
Terry kehrte letztlich in seine Heimat Kalifornien zurück, wo er in Hollywood bei einer Reihe von Hörspielen für CBS sprach. Die Filmindustrie war nicht weit entfernt und so entdeckte ihn Metro-Goldwyn-Mayer. Nach erfolgreichen Testaufnahmen erhielt er einen der damals üblichen Studioverträge. Seinen ersten im Abspann erwähnten Auftritt hatte Terry 1937 im Film Seekadetten neben Robert Young und James Stewart, dennoch konnte er sich bei MGM nicht durchsetzen und blieb meist auf kleine Nebenrollen beschränkt. Erst bei Paramount Pictures Anfang der 1940er-Jahre bekam Terry größere Rollen und konnte sich als Nebendarsteller etablieren. Bei Paramount spielte er in Filmen von unterschiedlicher Qualität, darunter heute beinahe vergessene Streifen wie Music in Manhattan (1944) und Pan-Americana (1945). Zu den Höhepunkten seiner Filmkarriere zählten sein Auftritt als Bruder eines alkoholkranken Schriftstellers in Billy Wilders Drama Das verlorene Wochenende (1945) sowie der in Olivia de Havillands Hauptfigur verliebte Alex Pierson in Mutterherz (1946).
Als seine Karriere Ende der 1940er-Jahre ihren Zenit überschritten hatte, begann Terry als Immobilienmakler zu arbeiten und brachte es in dieser Branche zu Reichtum. Dennoch übernahm Terry bis Mitte der 1970er-Jahre immer wieder bei Gelegenheit Rollen in Film und Fernsehen, beispielsweise im trashigen Horrorfilm The Leech Woman (1960) mit Grant Williams. Insgesamt absolvierte zwischen 1937 und 1974 fast 110 Film- und Fernsehauftritte.
Phillip Terry hatte einen Pilotenschein, doch durfte er unter anderem wegen seiner starken Kurzsicht nicht am Zweiten Weltkrieg teilnehmen. Er besaß zeitweise außerdem eine große Sammlung von Miniatur-Eisenbahnen. 1942 lernte er den Filmstar Joan Crawford kennen, bereits sechs Wochen später – am 21. Juli 1942 – heirateten sie. Das Ehepaar adoptierte ein Kind namens Phillip Terry Junior, welcher allerdings von Joan in Christopher Crawford umbenannt wurde, nachdem sie sich 1946 scheiden ließen. Auch Terrys zweite Ehe mit Helen Murphy zwischen 1949 und 1954 endete in Scheidung. 1973 heiratete er in dritter Ehe Rosalind L. Kaufman, diese Ehe hielt bis zu seinem Tod. In seinen letzten Lebensjahren litt er unter den Folgen einer Reihe von Herzinfarkten. 1993 verstarb er mit 83 Jahren an einer Lungenentzündung.

## Filmografie (Auswahl)
- 1937: Der letzte Gangster (The Last Gangster)
- 1937: Seekadetten (Navy Blue and Gold)
- 1937: Hoheit tanzt inkognito (Rosalie)
- 1938: Mannequin
- 1938: Of Human Hearts
- 1938: Hold That Kiss
- 1938: Zu heiß zum Anfassen (Too Hot To Handle)
- 1938: Teufelskerle (Boy's Town)
- 1938: Der Testpilot (Test Pilot)
- 1938: Dr. Kildare: Sein erster Fall (Young Dr. Kildare)
- 1938: Three Comrades
- 1938: Marie-Antoinette
- 1939: Südsee-Nächte (Honolulu)
- 1939: Drunter und drüber (It's a Wonderful World)
- 1939: On Borrowed Time
- 1939: Balalaika
- 1939: Dr. Kildare: Unter Verdacht (Calling Dr. Kildare)
- 1940: Die scharlachroten Reiter (North West Mounted Police)
- 1941: The Monster and the Girl
- 1941: The Parson of Panamint
- 1941: Public Enemies
- 1942: Wake Island
- 1943: Bataan
- 1944: Music in Manhattan
- 1945: Pan-Americana
- 1945: Das verlorene Wochenende (The Lost Weekend)
- 1945: George White's Scandals
- 1946: Mutterherz (To Each His Own)
- 1946: The Dark Horse
- 1947: Born to Kill
- 1952: Die Maske runter (Deadline – U.S.A.)
- 1958: Männer, die in Stiefeln sterben (Man From God's Country)
- 1959–1964: 77 Sunset Strip (Fernsehserie, 3 Folgen)
- 1959–1966: Perry Mason (Fernsehserie, 5 Folgen)
- 1960: The Leech Woman
- 1966: Verhängnisvolle Fracht (The Navy vs. the Night Monsters)
- 1972: Class of ’74
- 1974: Make-Up und Pistolen (Police Woman; Fernsehserie, 1 Folge)